# Stammebåd
En Stammebåd er en lille båd til besejling af søer, floder og åbent hav. En stammebåd laves ved at udhule en træstamme. Oprindeligt er stammebåde udhulet ved hjælp af stenøkser og ild; senere er også benyttet metaløkser. 
Stammebåde har været benyttet af mennesket fra omkring år 6.000 f.kr. og er kendt fra alle kontinenter med skove. I Europa er der gjort en lang række fund af stammebåde. 

## Danmark
I stenalderen var landet dækket af vidtstrakte skove af fortrinsvis lind, eg og elm. Lindetræ har været at foretrække til stammebåde, fordi træet er højere, nemmere at arbejde med og lettere end eksempelvis eg. Samtidig var det nemt at skaffe. Stammebåde kendes op til 12 m lange med en bredde på ca. 60 cm og siderne var kun et par centimeter tykke. De lange og smalle både har været brugt til både transport og fiskeri.
Ved arkæologiske udgravninger i Egådalen nord for Aarhus fandt man fra starten af 1990'erne til 2001 Nordeuropas ældste stammebåde ved 'Lystrup Enge'. De er kulstof 14-dateret til år 5210-4910 f.Kr.

Under udgravninger ved Tybrind Vig er der fundet tre stammebåde af lindetræ samt pagajerne af asketræ.
I Danmark er der i alt fundet omkring [antal mangler] stammebåde, og alene i Åmosen er der fundet 25 stammebåde i varierende størrelser af el, lind og egetræ.

## Sverige
I Rasbo i Uppland er fundet en egestamme med jernsøm, der har fungeret som stammebåd.

## Finland
I Finland findes eksempler på bygning af bløde stammebåde så sent som i 1935.

## Tjekkiet
I Tjekkiet er gjort fund af en 10 meter lang stammebåd i Mohelnice. Den er lavet ud af en enkelt egestamme og har en bredde på 1,05 meter. Stammebåden er dateret til omkring 1.000 f.kr. Båden er opbevaret på Nationalhistorisk museum (Mohelnické muzeum).

## Tyskland
I den gamle hansestad Stralsund blev i 2002 fundet tre stammebåde under udgravninger. To af bådene var omkring 7.000 år gamle, og er derved de ældste bevarede både i østersåområdet.
Den tredje båd, der var ca. 6.000 år gammel, var 12 meter og derved den længste fundne stammebåd i regionen. Grundet dårlig opbevaring er fundene delvis ødelagt.

## Schweiz
I Männedorf-Strandbad ved Zürichsøen er der i 1991 fundet rester af en stammebåd på knap 6 meter. Båden er bygget af lindetræ. Båden er siden dateret til at være ca. 6.500 år gammel.

## Eksterne links
- Stockbåtar – utveckling och sägner, Artikel fra Marinarkeologisk Tidskrift, 4-1979 (svensk)

- Wikimedia Commons har flere filer relateret til Stammebåd